# Frenzelbrille

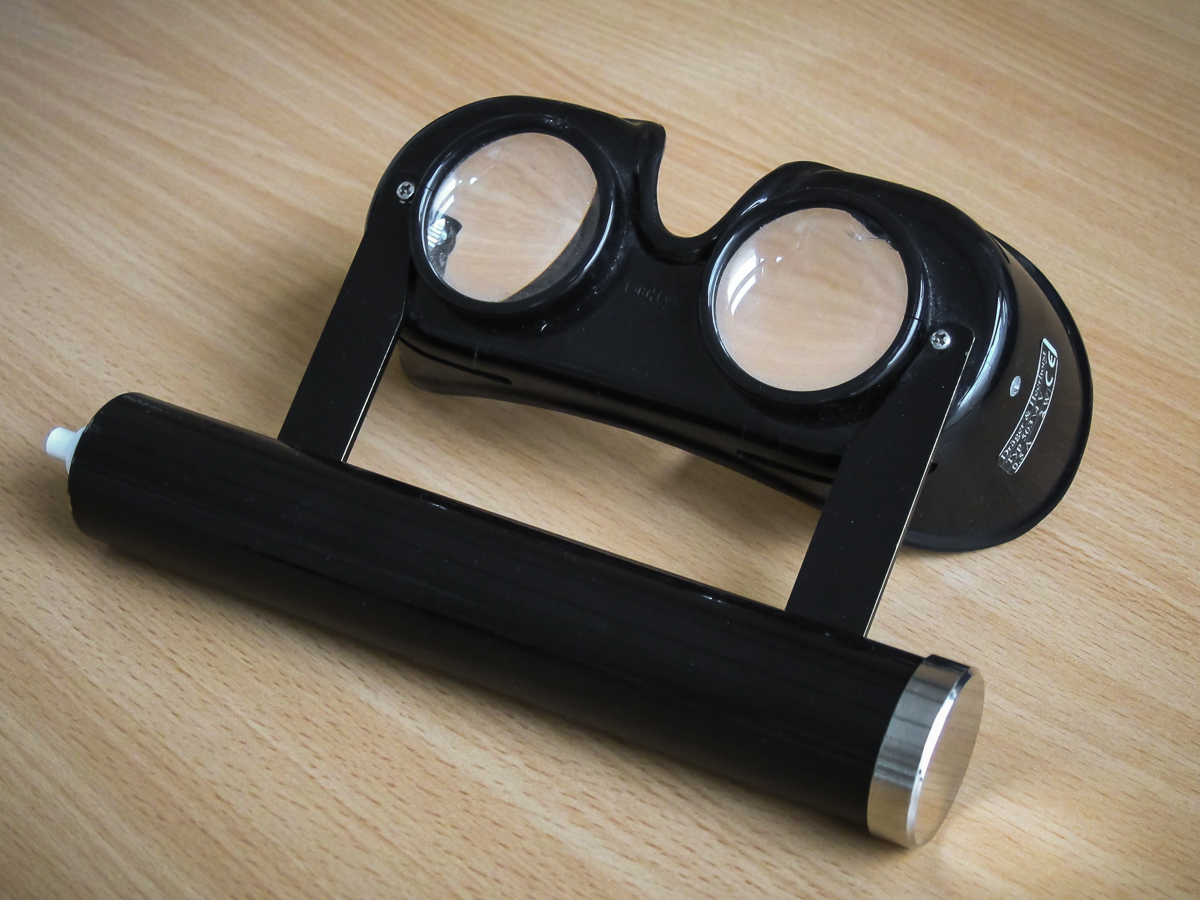
Frenzelbrille, der zylinderförmige Teil enthält die Batterien zur Stromversorgung der Lichtquelle in der Brille.

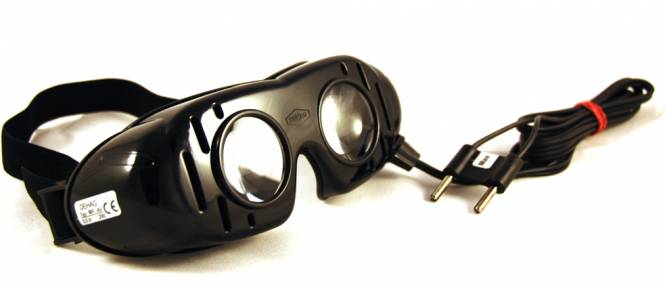
Die Frenzelbrille, auch genannt Nystagmusbrille nach Frenzel, wird zur Erkennung eines Nystagmus verwendet. Dargestellt mit Kabel zur externen Spannungsversorgung.

Die Frenzelbrille (auch: Nystagmusbrille nach Frenzel), benannt nach dem Göttinger Otologen Hermann Frenzel (1895–1967), ist eine rundum geschlossene Leuchtbrille mit vergrößernden Plusgläsern von mindestens 15,00 Dioptrien. Sie wird als Untersuchungsinstrument bei der Vestibularisprüfung eingesetzt, um die unwillkürlichen Augenbewegungen eines provozierten oder spontanen Nystagmus bei einem Probanden beurteilen zu können. Die stark brechenden Linsen ermöglichen eine genaue Beobachtung der Augenbewegungen, während eine von unten oder der Seite einstrahlende Beleuchtung durch die resultierende Blendung jegliche Fixationsmöglichkeit des Untersuchten ausschaltet.